# Barbora (rybník, Horní Počernice)
Barbora je název rybníka, který se nachází na Svépravickém potoce (přítok říčky Rokytka) mezi rybníky Obora a Eliška v pražských Horních Počernicích. Má podlouhlý tvar. Je orientován východo-západním směrem. Hráz je na západ a vede po ní cesta. Rybník je napájen z východu Svépravickým potokem, který pokračuje dále na západ do nedaleké Elišky. Břehy rybníka tvoří na severu a východě louka, na jihu les – přírodní památka Xaverovský háj. Sám rybník je součástí Přírodního parku Klánovice-Čihadla. Rybník vznikl po roce 1869.

## Galerie

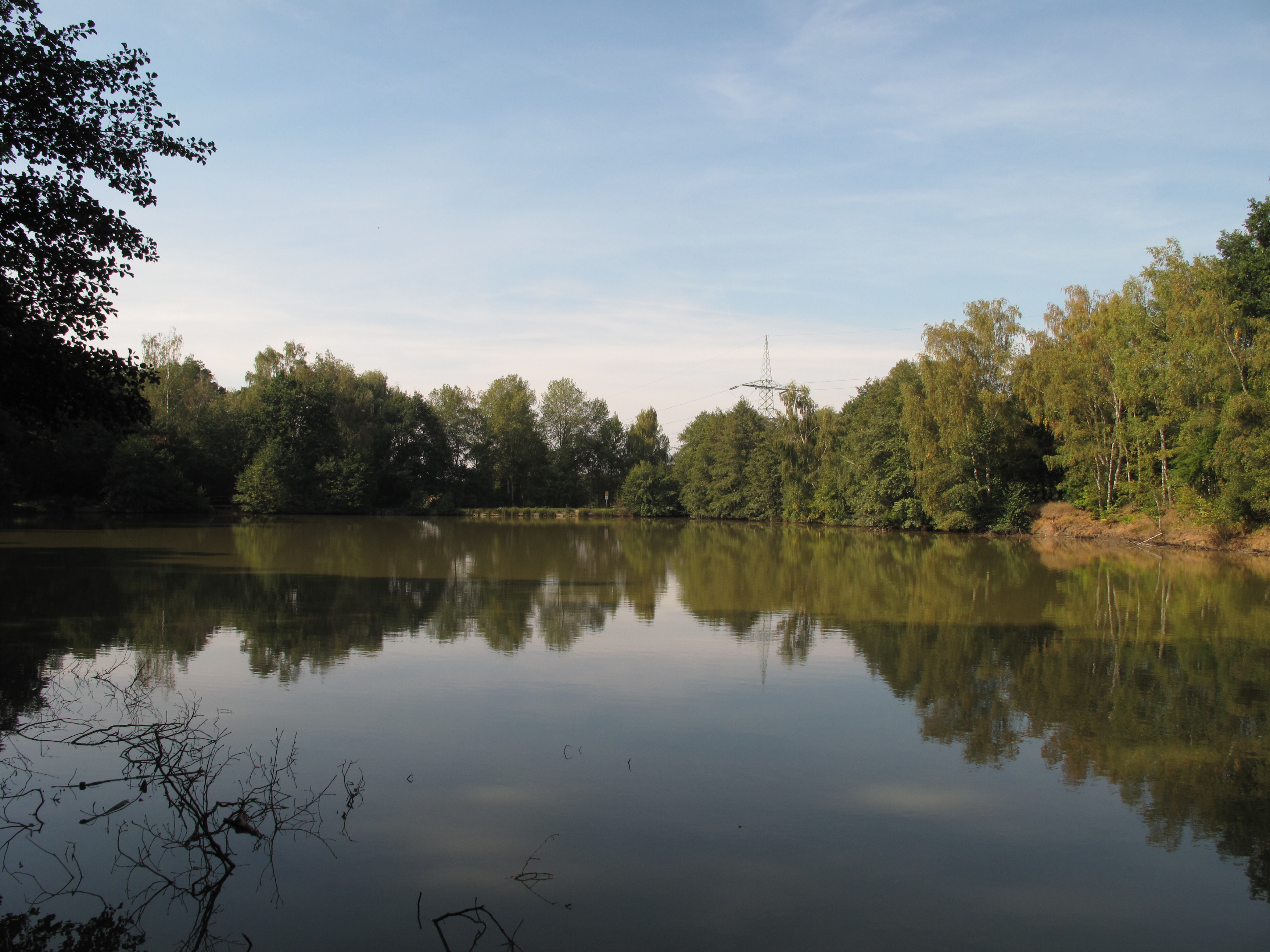
Pohled k hrázi
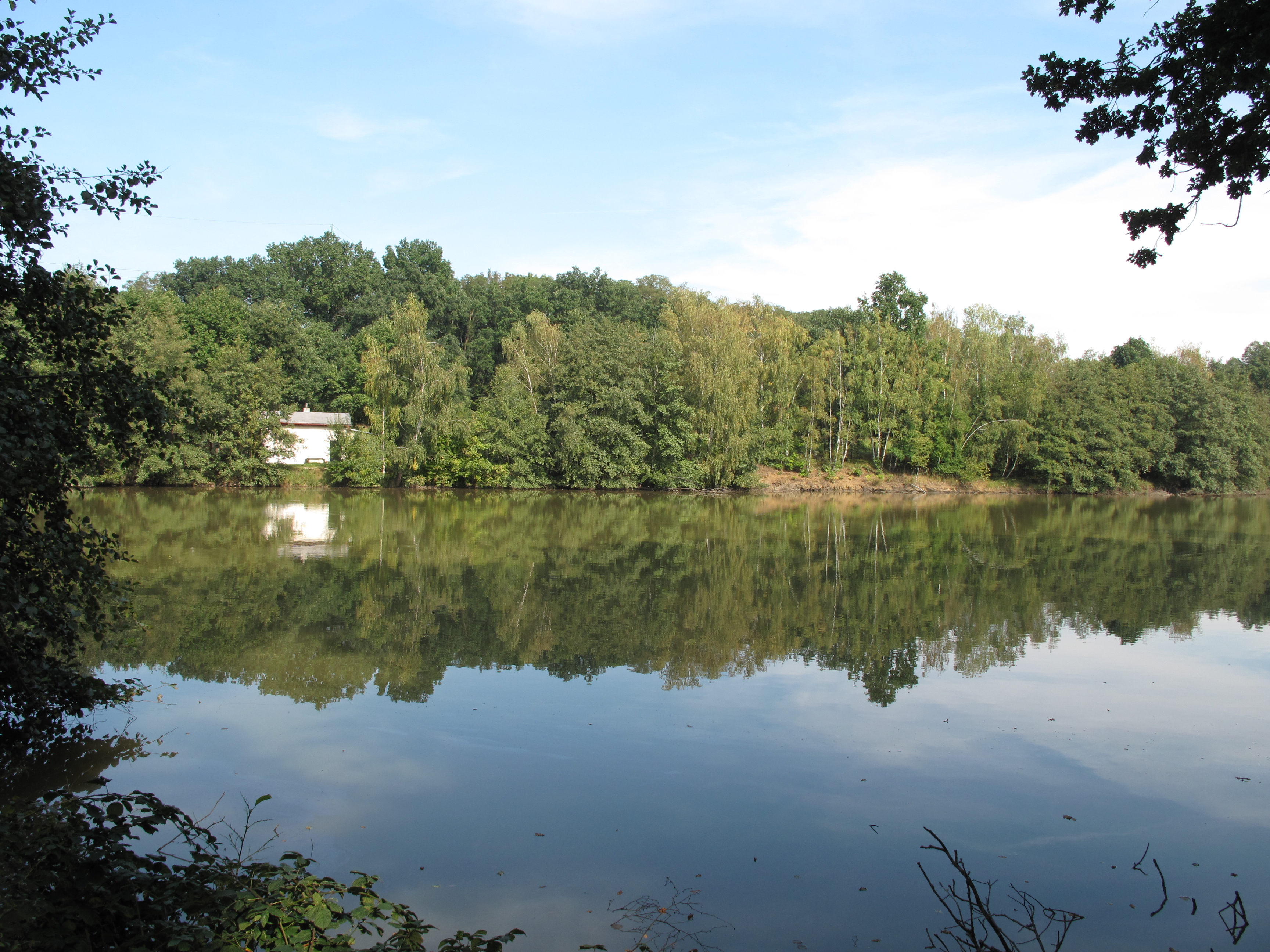
Severní břeh
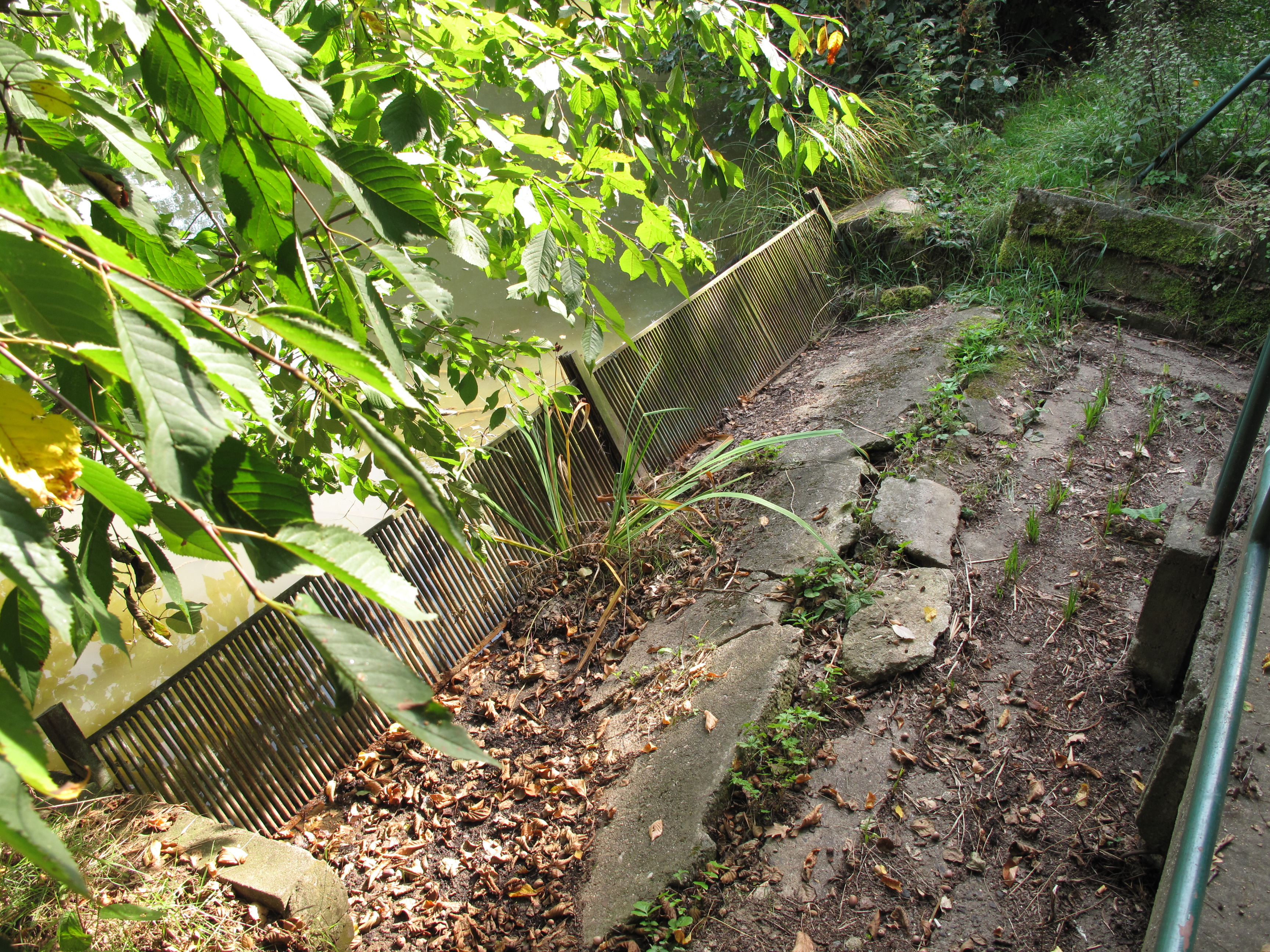
Česle přepadu